# Gwyn Pritchard
Gwyn Charles Pritchard (* 29. Januar 1948 in Richmond, Yorkshire) ist ein britischer Cellist, Dirigent und Komponist.

## Leben
Pritchard studierte von 1966 bis 1969 Violoncello bei Joan Dickson und Komposition bei Frank Spedding an der Royal Scottish Academy of Music in Glasgow. Von 1969 bis 1970 war er Musikdirektor an der Salisbury Cathedral School. Später wirkte er als Cellist bei der BBC. 1979 beteiligte er sich am Warschauer Herbst und wurde neben Witold Lutosławski Komponist bei der Southampton International New Music Week. Im Jahr 1981 gründete er das Uroboros Ensemble, dessen Dirigent und künstlerischer Leiter er ist. 2003 rief er das Reggello International Festival of Contemporary & Classical Music in Italien ins Leben. 2004 komponierte er für die ISCM World Music Days in Basel. 2006 trat er bei den Weimarer Frühjahrstagen für zeitgenössische Musik in Erscheinung. 2008 gehörte er zu den wenigen Komponisten, welche in Florenz zum hundertsten Geburtstag von Elliott Carter gespielt wurden. Sein Werk The Firmament of Time wurde 2009 vom BBC Symphony Orchestra aufgeführt. Derzeit (Stand 2009) arbeitet er mit dem italienischen Cellisten Giovanni Ricciardi, dem niederländischen Ensemble Orkest de Ereprijs und dem deutschen Ensemble Sortisatio zusammen. Darüber hinaus fand seine Musik weltweit Gehör, auch in den USA, in China und Australien. Als Gastdozent lehrte er u. a. an der Royal Academy of Music in London, Musik-Akademie der Stadt Basel, Eastman School of Music in Rochester und dem Birmingham Conservatoire. Derzeit ist Pritchard Professor für Komposition am Londoner Trinity College of Music. Er ist verheiratet und hat zwei Töchter u. a. die Komponistin Alwynne Pritchard (* 1968).

## Werke (Auswahl)

### Orchesterwerke
- The Firmament of Time (2008)
- La Settima Bolgia (1989)
- Mercurius (1989)

### Kammermusik
- The Fruit of Chance & Necessity (2004)
- Features & Formations (2003)
- Nebulae & Episodes (2005)
- Wayang (1993)
- Madrigal (1987/88)
- Objects in Space (1978)
- Ensemble Music for Six (1976)
- Eidos (1990)
- Demise (1994)

### Vokalmusik
- Forse mi stai chiamando (1997)
- Enitharmon (1973)
- Luchnos (2007)

## Diskographie (Auswahl)
- The fruit of chance and necessity (2008) mit dem Ensemble Phoenix Basel